# Minmi
Minmi (nazvan prema njegovu mjestu pronalaska, križanju Minmi u Australiji) bio je rod malenih ankilosaura koji su živjeli tijekom razdoblja rane krede, prije između 119 i 113 milijuna godina. Tipičnu vrstu, M. paravertebrata (ponegdje i Minmi paravertebra), opisao je Ralph Molnar 1980. godine. Nova kladistička analiza koju su 2011. proveli Thompson et al. ukazuje na to da je to najprimitivniji poznati ankilosaurid.
Rod Minmi je u prošlosti bio rekordno najkraći naziv roda dinosaura, ali sada su na prvom mjestu Mei, rod dinosaura mesojeda iz Kine koji je dobio naziv 2004. godine, i Kol, rod mesojeda iz Mongolije kojemu je naziv dodijeljen 2009. godine. Opisana su dva dobro očuvana primjerka roda Minmi, uključujući i gotovo potpun kostur i dodatne fragmente koji bi također mogli pripadati tom rodu.

## Otkriće i vrste
Ostaci roda Minmi prvi su put pronađeni kod križanja Minmi u formaciji Bungil, u blizini grada Roma u Queenslandu (Australija). Prvi ju je put opisao Ralph E. Molnar 1980. godine, a on je također dao naziv i tipičnoj (i jedinoj poznatoj) vrsti.

## Opis
Minmi je imala četiri noge, koje su bile prilično duge u odnosu na druge vrste ankilosaura, pri čemu su stražnje noge bile veće od prednjih. Vrat joj je bio kratak, a lubanja široka s vrlo malenim mozgom. Taj je dinosaur dosezao dužinu od oko 2 m, a bio je visok otprilike 1 m u točki ramena. Minmi se vjerojatno kretala relativno sporo. Znansvenici su to odredili na temelju procijenjene mase i dužine nogu procijenjene po fosiliziranim otiscima stopala.

## Paleobiologija
Minmi je bio malen oklopljeni dinosaur koji pripada porodici Ankylosauridae. Bio je četveronožna životinja dugog repa i, kao i ostali ankilosauri, bio je biljojed. Za razliku od većine dinosaura biljojeda, postoje izravni dokazi o njegovoj ishrani: poznat je sadržaj želuca kod dobro očuvanih i gotovo potpunih primjeraka roda Minmi. Želuci tih primjeraka sadrže fragmente vlaknastih ili vaskularnih biljnih tkiva, plodnih tijela, sferičnog sjemenja i vezikularnih tkiva (mogući sporangiji paprati). Najčešći su ostaci vlaknastih ili vaskularnih fragmenata, čija je veličina obično u rasponu od 0,6 do 2,7 milimetara i koji imaju jasno rezane krajeve, pod pravim kutom u odnosu na dulju os svakog fragmenta. Zbog malene veličine fragmenata, smatra se da su trgani s biljaka komadić po komadić ili da su sjeckani u ustima, ali u svakom je slučaju postojao određeni stupanj obrade hrane u ustima. Moguće je da su ti maleni fragmenti dolazili od grančica ili peteljki, ali njihova veličina više ukazuje na to da je u pitanju lišće. Jasno rezani krajevi fragmenata i nepostojanje gastrolita ukazuju na to da se ta životinja više oslanjala na obradu u ustima nego na gastrolite. Sjemenje (0,3 mm) i plodna tijela (4,5 mm) gutani su cijeli. Usporedba sadržaja želuca i izmeta kod današnjih biljojeda - gusaka, emua i nekih guštera - ukazuju na to da je taj primjerak roda Minmi imao sofisticiraniji način rezanja biljaka.
Imao je koštane izrasline na glavi, leđima, trbuhu, nogama i repu. Pronađeno je nekoliko tipova oklopa na prirodnom mjestu na tijelu kod primjeraka roda Minmi sp., uključujući i malena okoštanja, malene grebenaste pločice, velike ploče bez grebena na njušci, velike ploče s grebenom na vratu, ramenima, a moguće i repu, ploče nalik na bodlje na kukovima i kombinaciju grebenastih i brazdastih ploča i trokutnih ploča na repu. Postojao je jedan prsten od ploča na vratu. Raspored ploča na repu nije jasan, iako je moguće da su se trokutne ploče nalazile sa strane repa, a duge ploče formirale red duž vrha repa. Međutim, za razliku od ostalih ankilosaura, Minmi je imao horizontalne koštane ploče koje su se nalazile sa strana njegovih kralježaka, što je osobina po kojoj je i tipična vrsta dobila naziv M. paravertebrata.

## Vanjske poveznice
- Australian Age of Dinosaurs